# Tom Hillenbrand

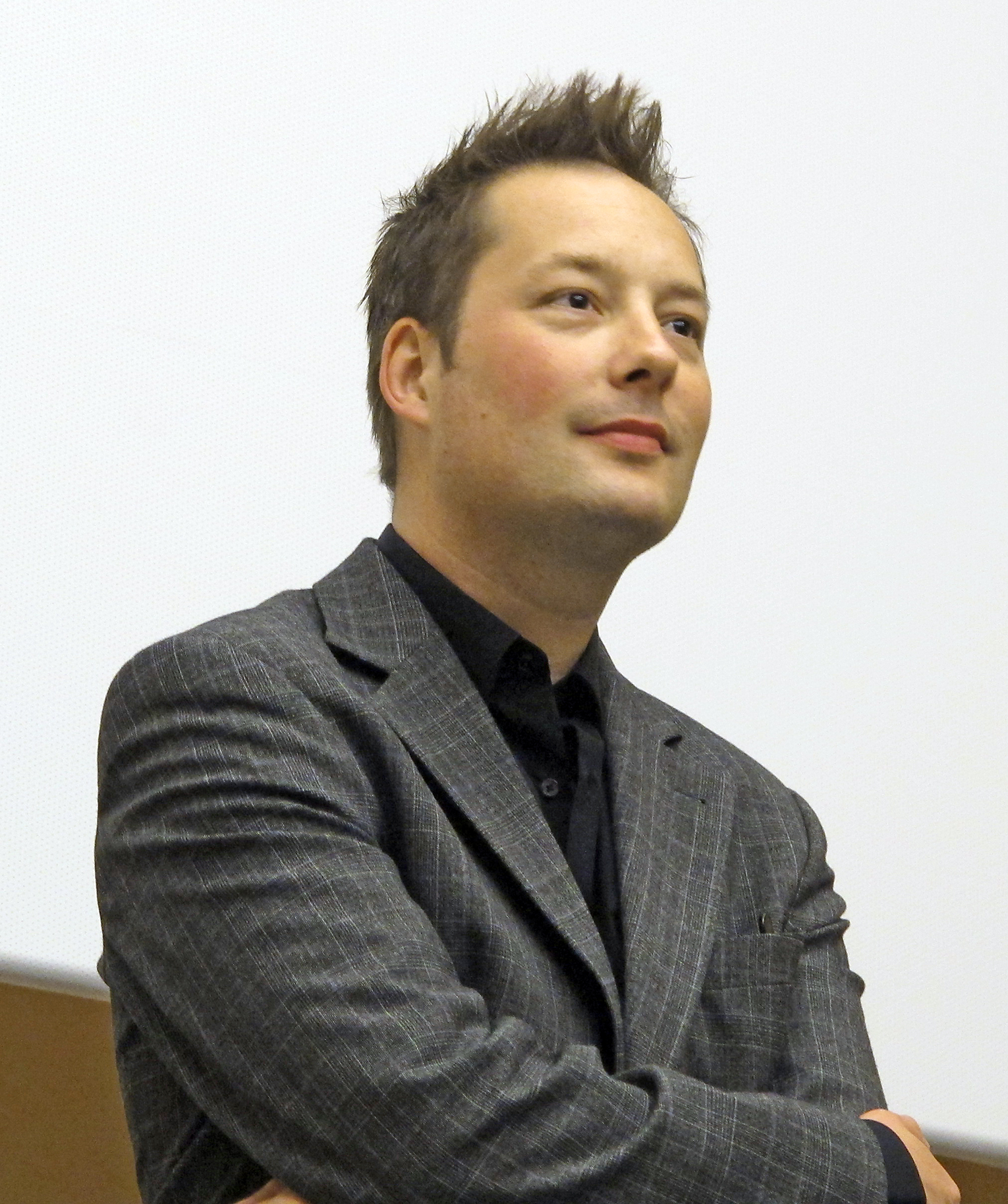
Tom Hillenbrand (2013)

Tom Hillenbrand, eigentlich Thomas Hillenbrand (* 1972 in Hamburg), ist ein deutscher Journalist und Schriftsteller. 

## Leben
Tom Hillenbrand studierte Politik und Wirtschaft. Danach volontierte er an der Georg von Holtzbrinck-Schule für Wirtschaftsjournalisten.
Hillenbrand schrieb unter anderem für Handelsblatt, Spiegel Online, Financial Times Deutschland, Business Punk und Wired Deutschland. Er arbeitete als Wirtschaftsredakteur für Spiegel Online, wo er von 2007 bis 2010 auch Leiter des Ressorts "Auto" war.
Bei Spiegel Online schrieb er verschiedene Kolumnen, unter anderem von 2011 bis 2017 unter dem Pseudonym Tom König die Kundenkolumne Warteschleife.
Für Resonanz sorgte sein Abschiedsbrief an Hamburg. Der Blogpost wurde von der Hamburger Morgenpost zur Titelstory gemacht.
Im Jahr 2011 erschien bei Kiepenheuer & Witsch Hillenbrands erster Roman Teufelsfrucht: Ein kulinarischer Krimi. Das Buch spielt im Gastromilieu. Protagonist ist der in einen Mordfall verwickelte Luxemburger Koch Xavier Kieffer. Das Buch führte monatelang die Bestsellerliste Luxemburgs an und war als bestes Debüt beim Friedrich-Glauser-Preis nominiert. In den folgenden Jahren erschienen mit Rotes Gold, Letzte Ernte, Tödliche Oliven, Gefährliche Empfehlungen, Bittere Schokolade und Goldenes Gift weitere Teile der Kieffer-Reihe.
Im Jahr 2013 begann Hillenbrand gemeinsam mit Konrad Lischka das Crowdfunding-Projekt Drachenväter, mit dem Ziel, eine illustrierte Kulturgeschichte des Pen-&-Paper-Rollenspiels zu veröffentlichen. Die Autoren sammelten mit ihrer Kampagne über 20.000 Euro ein, das Buch erschien 2014.
Hillenbrand veröffentlichte 2014 den Science-Fiction-Roman Drohnenland, einen Krimi, der sich mit Totalüberwachung und Prädiktion auseinandersetzt. Das Buch stand mehrere Monate auf der Krimi-Bestenliste von Die Zeit. Es wurde beim Friedrich-Glauser-Preis 2015 als bester Roman ausgezeichnet und erhielt den Kurd-Laßwitz-Preis 2015 in der Kategorie Bester deutschsprachiger Science-Fiction-Roman mit Erstausgabe von 2014. Ende 2015 erschien mit Die Drohnen des Monsieur Leclerq eine Sammlung von Kolumnen aus der deutschen Ausgabe des Technologiemagazins Wired, die in der fiktionalen Welt des Romans spielen. 2016 veröffentlichte er den Roman Der Kaffeedieb, der sich mit Kryptologie, Briefüberwachung und der Informationsgesellschaft im Barock auseinandersetzt.
Der 2018 erschienene Science-Fiction Krimi Hologrammatica wurde 2019 vom Science Fiction Club Deutschland e.V zum besten deutschsprachigen Science-Fiction-Roman gewählt. Der Nachfolgeroman Qube erschien Anfang 2020.
In seinem Podcast Die Backlist stellt Hillenbrand Bücher vor, die aus der öffentlichen Wahrnehmung verschwunden sind, aber seiner Meinung nach unbedingt lesenswert sind, darunter Der Club Dumas von Arturo Pérez-Reverte und Welt in Flammen von James Graham Ballard.
Hillenbrands Wirtschaftsthriller Montecrypto (2021) handelt von der Suche nach einem milliardenschweren Bitcoin-Vermögen.
Mit Die Erfindung des Lächelns erschien 2023 ein weiterer historischer Roman, der im Paris der Jahre 1911–1912 spielt. Darin verarbeitet Hillenbrand den Diebstahl der Mona Lisa durch Vincenzo Peruggia und andere historische Ereignisse und Persönlichkeiten dieser Zeit, wie eine angebliche Verwicklung von Pablo Picasso und Guillaume Apollinaire in den Diebstahl, die Raubzüge der anarchistischen Bonnot-Bande, und die Aktivitäten des Detektivs Alphonse Bertillon, des Okkultisten Aleister Crowley, und der revolutionären Tänzerin Isadora Duncan.
2024 erschien mit Lieferdienst ein dystopischer Roman über den harten Konkurrenzkampf zwischen Lieferdiensten.
Hillenbrand lebt und arbeitet in München.

## Zitat
„Banken hatten seit Erfindung des Computers Zeit, das Geld zu modernisieren. Aber es ist nichts passiert. Jetzt bringen die Kryptowährungen sie in Rückenlage, und sie müssen was tun.“

## Veröffentlichungen
- Schräge Schilder. Kiepenheuer & Witsch, Köln 2009, ISBN 978-3-462-04158-3.
- Ich bin ein Kunde, holt mich hier raus: Irrwitziges aus der Servicewelt. Kiepenheuer & Witsch, Köln 2012, ISBN 978-3-462-04452-2.
- Drohnenland. Kiepenheuer & Witsch, Köln 2014, ISBN 978-3-462-04662-5.
- Drachenväter: Die Geschichte des Rollenspiels. Edition Octopus, Münster 2014, ISBN 978-3-95645-115-7.
- Drachenväter: Die Interviews. Prinn & Junzt, Münster 2014, ISBN 978-3-9817008-0-0.
- Die Drohnen des Monsieur Leclerq: Kolumnen, E-Book, Prinn & Junzt, 2015, ISBN 978-3-9817008-3-1.
- Der Kaffeedieb. Kiepenheuer & Witsch, Köln 2016, ISBN 978-3-462-04851-3.

- Montecrypto. Kiepenheuer & Witsch, Köln 2021, ISBN 978-3-462-00157-0.
- Die Erfindung des Lächelns. Kiepenheuer & Witsch, Köln 2023, ISBN 978-3-462-00328-4.
- Lieferdienst. Kiepenheuer & Witsch, Köln 2024, ISBN 978-3-462-00621-6.

Xavier-Kieffer-Krimis
- Teufelsfrucht: Ein kulinarischer Krimi. Kiepenheuer & Witsch, Köln 2011, ISBN 978-3-462-04287-0.
- Rotes Gold: Ein kulinarischer Krimi. Kiepenheuer & Witsch, Köln 2012, ISBN 978-3-462-04412-6.
- Letzte Ernte: Ein kulinarischer Krimi. Kiepenheuer & Witsch, Köln 2013, 316 S., ISBN 978-3-462-04533-8.
- Tödliche Oliven: Ein kulinarischer Krimi. Kiepenheuer & Witsch, Köln 2014, ISBN 978-3-462-04695-3.
- Gefährliche Empfehlungen: Ein kulinarischer Krimi. Kiepenheuer & Witsch, Köln 2017, ISBN 978-3-462-31598-1.
- Bittere Schokolade: Ein kulinarischer Krimi. Kiepenheuer & Witsch, Köln 2018, ISBN 978-3-462-05073-8.
- Goldenes Gift: Ein kulinarischer Krimi. Kiepenheuer & Witsch, Köln 2021, ISBN 978-3-462-05464-4.

Reihe Aus der Welt der Hologrammatica
- Hologrammatica. Kiepenheuer & Witsch, Köln 2018, ISBN 978-3-462-05149-0.
- Crasher: Eine Hologrammatica-Geschichte. Kiepenheuer & Witsch, Köln 2018, ISBN 978-3-462-31902-6 (nur als E-Book)
- Qube. Kiepenheuer & Witsch, Köln 2020, ISBN 978-3-462-05440-8.
- Thanatopia. Kiepenheuer & Witsch, Köln 2025, ISBN 978-3-462-00872-2.

## Ehrungen
- 2014: Platz 6 der Krimibestenliste für Drohnenland
- 2015: Friedrich-Glauser-Preis in der Kategorie „Bester Roman – Glauser Autorenpreis“ für Drohnenland
- 2015: Kurd-Laßwitz-Preis in der Kategorie „Bester Roman“ für Drohnenland
- 2018: Ritter des Ordens der Eichenkrone (Luxemburg)
- 2018: Radio-Bremen-Krimipreis
- 2019: Deutscher Science-Fiction-Preis als bester Roman für Hologrammatica